# يو إف سي 173
يو إف سي 173: باراو ضد ديلاشو (بالإنجليزية: UFC 173: Barão vs. Dillashaw)‏ هو حدث لفنون القتال المختلطة نظمته يو إف سي، أُقيم في 24 مايو 2014، على إم جي إم جراند جاردن أرينا في لاس فيغاس، نيفادا، الولايات المتحدة.